# Torquato Tasso (film 1909)
Torquato Tasso è un cortometraggio muto italiano del 1909 diretto e interpretato da Luigi Maggi.
La pellicola, prodotta dalla Ambrosio Film, è la prima a narrare della vita dello scrittore cortigiano Torquato Tasso, vissuto nella seconda metà del XVI secolo, autore famoso della Gerusalemme liberata.

## Trama

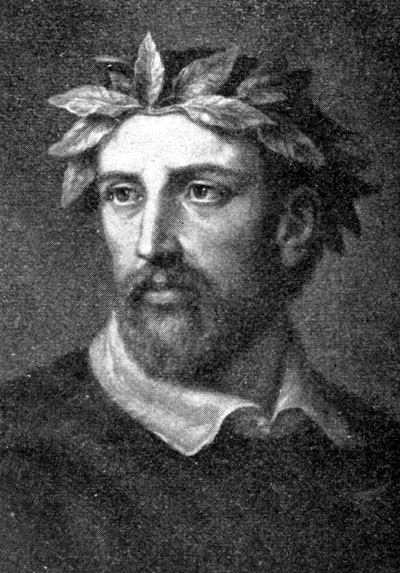
Ritratto di Tasso

Da quando entra nella corte estense di Ferrara, durante il buio periodo della Controriforma, Torquato Tasso inizia ad accusare segni di pazzia e soprattutto, a causa del degrado profondo della cultura in Italia per colpa della Chiesa, incomincia a scrivere un'opera che esalti le qualità della religione cattolica, non potendo comporre altro. La Gerusalemme liberata ha un grande successo, anche se Tasso vuole modificarla continuamente, per arrivare alla perfezione totale ed inoltre compone una sterminata produzione di rime e poesie in onore della duchessa Eleonora d'Este, contesa però già con il duca Alfonso II. Dopo l'ennesimo episodio in cui Tasso manifesta la sua pazzia, oltreché riteneva, sebbene in maniera evasiva, che la corte estense fosse povera e mediocre al livello culturale, il duca d'Este decide di cacciarlo via. Infatti Tasso, credendo di essere spiato, uccide un servo e così viene internato nel manicomio di Sant'Anna per oltre dieci anni. Anche lì Torquato Tasso continua a scrivere le sue stupende rime, ma appena esce si ammala e muore in un convento.